# Julia Faye

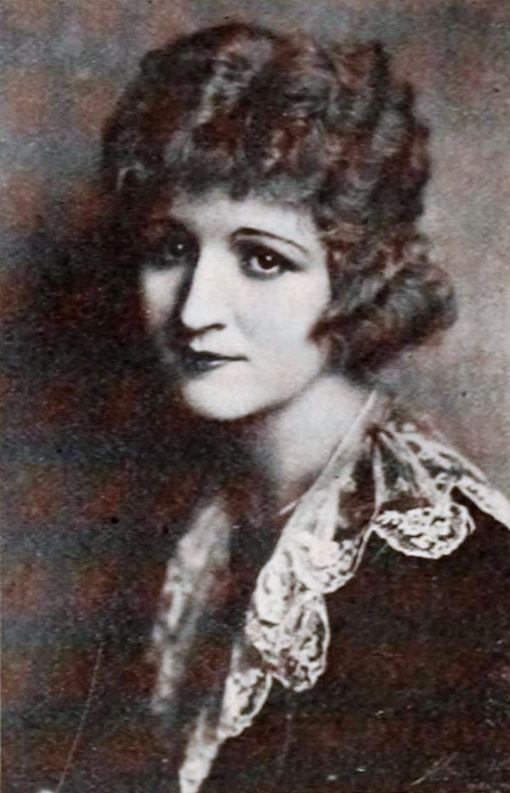
Julia Faye (1920)

Julia Faye Maloney (* 24. September 1892 in Richmond, Virginia; † 6. April 1966 in Pacific Palisades, Kalifornien) war eine US-amerikanische Filmschauspielerin.

## Leben und Karriere
Julia Fayes Vater war Eisenbahner bei der Atchison, Topeka and Santa Fe Railway und starb bereits während ihrer Kindheit. Sie lebte in St. Louis, bis sie 1915 bei einem Besuch bei Freunden in Hollywood dem Filmregisseur Christy Cabanne auffiel. Dieser überredete sie zum Einstieg ins Filmgeschäft und ließ sie in seinem Streifen The Lamb auftreten. Wenig später spielte sie in einer Stummfilmversion von Don Quijote die Dorothea. In ihrer frühen Karriere arbeitete sie auch mehrmals für die Keystone Studios. Bekannt wurde Faye aber vor allem durch ihre rund 40 Jahre lange und über 30 Filmproduktionen umfassende Zusammenarbeit mit dem Regisseur Cecil B. DeMille, die von ihrem ersten Film 1917 bis zu DeMilles letztem Filmprojekt König der Freibeuter andauerte. Sie spielte damit in mehr DeMille-Filmen als jede andere Schauspielerin. Zeitweise war sie auch die Geliebte des Regisseurs. In Die Zehn Gebote (1923) spielte sie beispielsweise die Frau des Pharaos, in König der Könige (1927) war sie Martha von Bethanien. In einigen Filmen war sie auch die Hauptdarstellerin, etwa in der von DeMille produzierten erfolgreich Komödie Turkish Delight (1927).
Faye gelang der Einstieg in den Tonfilm mit einer größeren Nebenrolle in DeMilles Dynamit (1929). Anfang der 1930er-Jahre zog sie sich ins Privatleben zurück. Nach dem Tod ihres ersten Ehemanns Harold Leroy Wallick, den sie 1913 geheiratet hatte, heiratete sie 1935 den Drehbuchautor Walter Merrill. Schon 1936 ließ sie sich von Merrill scheiden und kehrte ins Filmgeschäft zurück. Sie erhielt allerdings nur noch Angebote für kleinere Rollen. Cecil B. DeMille verschaffte ihr bei all seinen Filmen ab Union Pacific (1939) Auftritte, wobei er ihr die wichtigste Rolle ihrer späteren Karriere wahrscheinlich 1949 verschaffte, als sie in Samson und Delilah die Dienerin der von Hedy Lamarr dargestellten Delilah spielte. In der Neuverfilmung von Die zehn Gebote verkörperte sie 1956 Elisheba, die Frau des Aaron. Zuletzt trat sie 1963 noch als Gastdarstellerin der Fernsehserie Perry Mason in Erscheinung.
Ab Mitte der 1940er-Jahre arbeitete sie an einer bis heute unveröffentlichten Autobiografie, die in der Brigham Young University aufbewahrt wird. Der Filmhistoriker Scott Eyman zitierte für seine 2010 herausgekommene Biografie Empire of Dreams: The Epic Life of Cecil B. DeMille aus Fayes Aufzeichnungen.
Julia Faye starb 1966 im Alter von 73 Jahren an den Folgen einer Krebserkrankung, ihre Überreste wurden auf dem Hollywood Forever Cemetery beigesetzt. Für ihre Filmarbeit wurde sie mit einem Stern auf dem Hollywood Walk of Fame ausgezeichnet.

## Filmografie (Auswahl)
- 1915: Das Lamm (The Lamb)
- 1915: Don Quixote
- 1916: Intoleranz (Intolerance)
- 1918: The Whispering Chorus
- 1918: Old Wives for New
- 1919: Don’t Change Your Husband
- 1919: Zustände wie im Paradies (Male and Female)
- 1920: Irrwege einer Ehe (Why Change Your Wife?)
- 1920: Something to Think About
- 1921: Anatol, der Frauenretter (The Affairs of Anatol)
- 1922: Frauen auf schiefer Bahn (Manslaughter)
- 1923: Adams Rippe (Adam’s Rib)
- 1923: Die Zehn Gebote (The Ten Commandments)
- 1924: Deserteure des Lebens (Feet of Clay)
- 1924: Triumph (Triumph)
- 1924: Vertauschte Frauen (Changing Husbands)
- 1926: Der Wolgaschiffer (The Volga Boatman)
- 1927: König der Könige (The King of Kings)
- 1927: Chicago
- 1927: Rivalen des Ozeans (The Yankee Clipper)
- 1927: Turkish Delight
- 1928: Das gottlose Mädchen (The Godless Girl)
- 1929: Dynamit (Dynamite)
- 1930: Not So Dumb
- 1931: The Squaw Man
- 1933: Eine Frau vergisst nicht (Only Yesterday)
- 1938: Du und ich (You and Me)
- 1939: Union Pacific
- 1940: Die scharlachroten Reiter (North West Mounted Police)
- 1940: Die unvergessliche Weihnachtsnacht (Remember the Night)
- 1942: Musik, Musik (Holiday Inn)
- 1942: Piraten im karibischen Meer (Reap the Wild Wind)
- 1943: Mutige Frauen (So Proudly We Hail)
- 1944: Dr. Wassells Flucht aus Java (The Story of Dr. Wassell)
- 1944: So ein Papa (Casanova Brown)
- 1946: Mutterherz (To Each His Own)
- 1947: California
- 1947: Mit Gesang geht alles besser (Welcome Stranger)
- 1947: Die Unbesiegten (Unconquered)
- 1947: Pauline, laß das Küssen sein (The Perils of Pauline)
- 1948: Johanna von Orleans (Joan of Arc)
- 1948: Die Nacht hat tausend Augen (Night Has a Thousand Eyes)
- 1948: Spiel mit dem Tode (The Big Clock)
- 1949: Samson und Delilah (Samson and Delilah)
- 1949: Ritter Hank, der Schrecken der Tafelrunde (A Connecticut Yankee in King Arthur’s Court)
- 1949: Todesfalle von Chikago (Chicago Deadline)
- 1949: Der Agent aus der Hölle (Alias Nick Beal)
- 1950: Flammendes Tal (Copper Canyon)
- 1950: Boulevard der Dämmerung (Sunset Boulevard)
- 1950: Gnadenlos gehetzt (The Lawless)
- 1951: Hochzeitsparade (Here Comes the Groom)
- 1952: Die größte Schau der Welt (The Greatest Show on Earth)
- 1956: Die zehn Gebote (The Ten Commandments)
- 1958: König der Freibeuter (The Buccaneer)
- 1963: Perry Mason (Fernsehserie, 1 Folge)